# Michael Praetorius
Michael Prætorius eller Praetorius (född troligen 27 eller 28 september 1571 i Creuzburg, död 15 februari 1621 i Wolfenbüttel) var en tysk organist, kapellmästare, musikteoretiker, musikhistoriker och tonsättare, verksam bland annat i Wolfenbüttel och Dresden, sannolikt också i Magdeburg och Frankfurt an der Oder. 
Han finns representerad i Den svenska psalmboken 1986 med två melodier till tre psalmer där han är namngiven (nr 95 vars melodi används även till den danska psalmen 642 samt upphovsman till nr 694). Han antas vara upphovsman även till arrangemang av tonsättningen till Det är en ros utsprungen.

## Utmärkelser
Asteroiden 4889 Praetorius är uppkallad efter honom.

## Psalmer
- Det är en ros utsprungen (nr 113) arrangemang av tysk visa från 1400-talet gjord 1609. Finns på Wikisource.
- Ditt verk är stort, men jag är svag (nr 95) bearbetade 1610 en tjeckisk tonsättning från 1576 och samma som: 
  - Op, al den ting, som Gud har gjort (nr 642)
- Jubilate Deo (nr 694)